# AFAP Uruguay
Las Administradoras de Fondos de Ahorro Previsional (AFAP) en Uruguay, son empresas que administran los aportes jubilatorios de los trabajadores por el tramo de ahorro individual (capitalización individual). Las AFAP surgen a partir de la creación del Sistema Previsional Mixto en 1996, durante la segunda presidencia de Julio María Sanguinetti. Previamente funcionaba exclusivamente el Sistema de Solidaridad Intergeneracional, administrado por el BPS. El nuevo sistema se denomina Mixto porque conviven el régimen de Ahorro Individual, administrado por las AFAP, y el régimen de Solidaridad Intergeneracional, administrado por el BPS. El aporte al Sistema Intergeneracional es obligatorio; mientras que el aporte al Ahorro Individual es opcional para quienes tienen un ingreso menor a un tope fijado por ley, y obligatorio para quienes superan dicho tope.
En el régimen de ahorro individual, cada afiliado realiza aportes jubilatorios a una cuenta de ahorro personal que le pertenece. Las AFAP se encargan de invertir el dinero de esta cuenta, con el fin de generar ganancia para sus afiliados y su futura jubilación. Estas inversiones son reguladas por ley y controladas por el Banco Central del Uruguay. A cambio de administrar las cuentas de ahorro individual, las AFAP cobran una "comisión de administración" a sus afiliados.
Cada AFAP está obligada por ley a enviarle al trabajador un estado de cuenta dos veces al año; donde el afiliado puede controlar los aportes realizados por la empresa en la que trabaja, los descuentos que se realizan a sus aportes, y apreciar la evolución de su ahorro individual. Los afiliados a las AFAP aportan el mismo porcentaje de su sueldo nominal que aquellos trabajadores no afiliados (el 15%).

## Empresas administradoras
A junio de 2024 operaban cuatro AFAP en Uruguay: Integración, Sura, Unión Capital y República. Las tres primeras de capital privado, y la última conformada por entes autónomos del Estado uruguayo (ver tabla).
| Nombre             | Creación | % del mercado | Propietario                                                             | Observaciones                                                                          |
| ------------------ | -------- | ------------- | ----------------------------------------------------------------------- | -------------------------------------------------------------------------------------- |
| República AFAP     | 1996     | 38,6          | BROU (51%), BPS (37%) y BSE (12%) (entes autónomos del Estado uruguayo) |                                                                                        |
| AFAP Sura          | 2001     | 23            | Grupo SURA S.A. (Colombia)                                              | Fusión de las AFAP Santander y Comercial en 2001. Denominada Afinidad AFAP hasta 2011. |
| Unión Capital AFAP | 2001     | 22,7          | Banco Itaú (Uruguay) S.A. (Brasil)                                      | Fusión de las AFAP Unión y Capital en 2001                                             |
| Integración AFAP   | 1996     | 15,7          | Bandes Uruguay, (Venezuela) (77.4%), FUCAC (14.5%) y Cabal (8.10%)      |                                                                                        |

Previamente funcionaron otras cuatro AFAP: Santander, Comercial, Capital y Unión; todas creadas en 1996. En octubre de 2001 las dos primeras se fusionaron para formar Afinidad AFAP; mientras que las dos últimas se fusionaron para formar Unión Capital AFAP. En 2011 Afinidad AFAP pasó a denominarse AFAP Sura.
En 2015 las tres AFAP de capital privado fundaron la "Asociación Nacional de AFAP de Uruguay" (ANAFAP).

## Trabajadores afiliados a las AFAP
El aporte al Ahorro Individual, el cual es administrado por las AFAP, es obligatorio para quienes perciben un salario nominal superior a $62 804 (tope "Nivel 1" en 2020). En caso de que el ingreso nominal sea inferior a este tope, el aporte al ahorro individual es opcional.
A febrero de 2020, el total de afiliados a las AFAP era de 1 450 323 personas, de las cuales 906 942 realizaban aportes a su cuenta individual (estaban en actividad). 

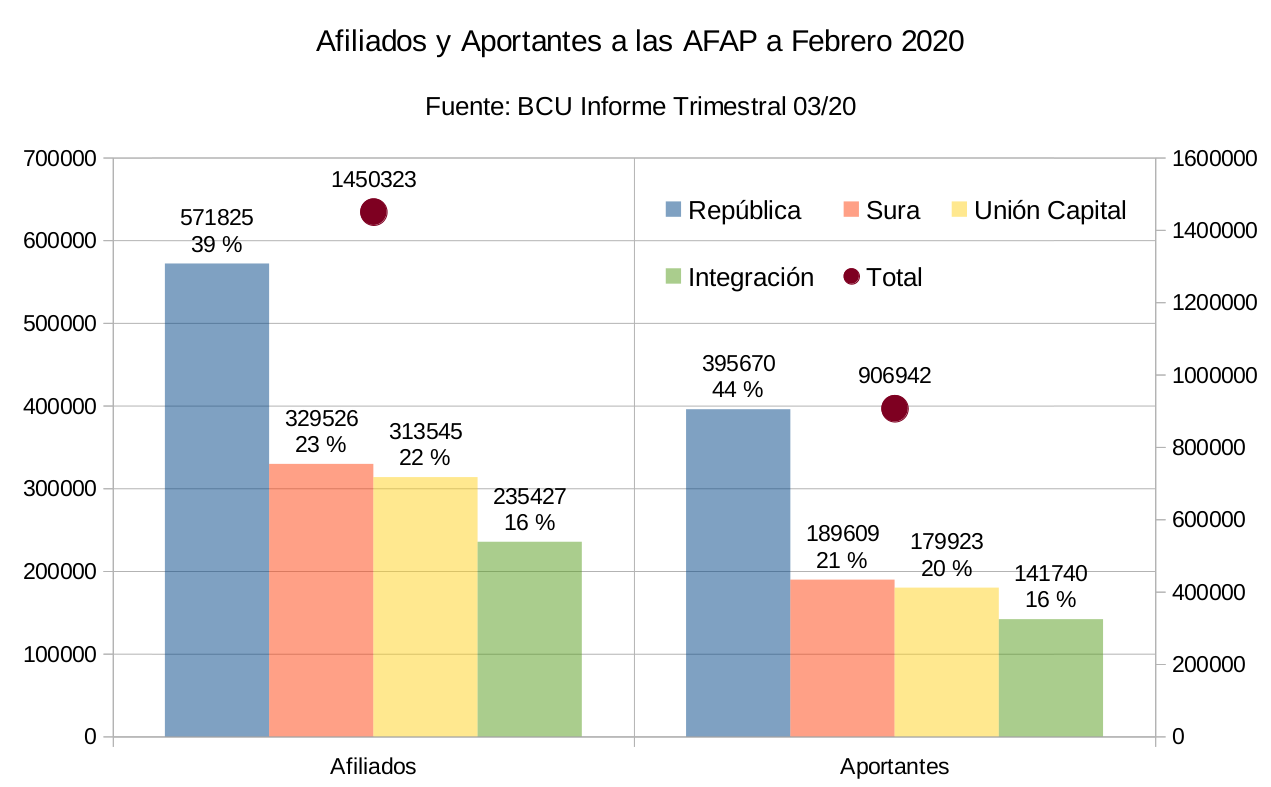
Afiliados y Aportantes a las AFAP a febrero de 2020.

El siguiente gráfico muestra la evolución de la cantidad de trabajadores afiliados a las AFAP en el periodo 2007 a 2019. Como se puede observar en el gráfico, en dicho periodo los afiliados se duplicaron; pasando de unos 800 000 a 1.5 millones. De todas formas, la cantidad de nuevos afiliados por año ha ido disminuyendo; pasando de unos 85 000 nuevos afiliados en 2010, a 30 000 en 2019. Por otro lado, el porcentaje de afiliados a las AFAP que además realizan aportes (están en actividad) se ha mantenido cercano al 60% del total de afiliados.

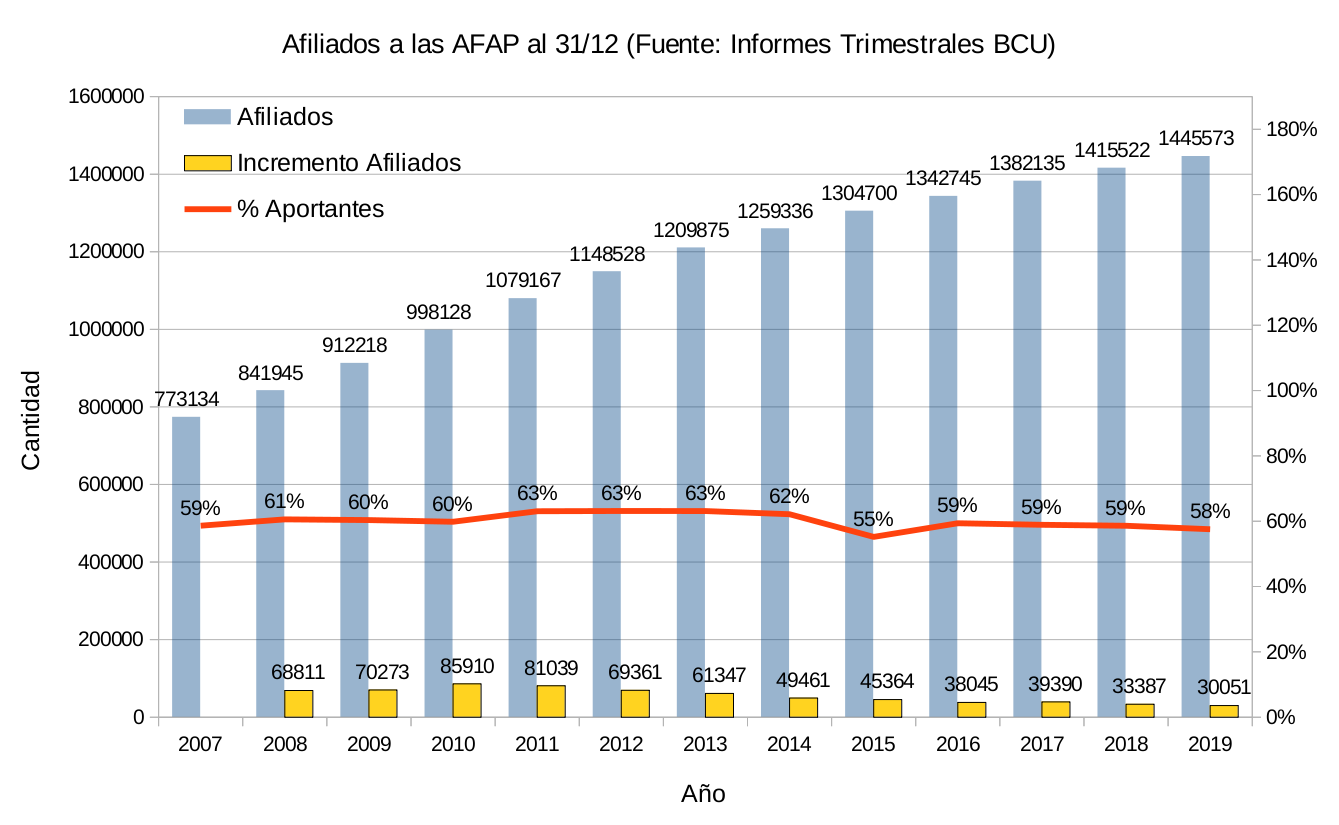
Evolución de la cantidad de afiliados a las AFAP

## Fondo de Ahorro Previsional (FAP)
Se denomina Fondo de Ahorro Previsional (FAP) a la suma del ahorro individual de todos los trabajadores afiliados a las AFAP. Es con este fondo que las AFAP realizan las inversiones. Las ganancias de estas inversiones se destinan a la cuenta de ahorro individual de los trabajadores[cita requerida].Es decir que el FAP se nutre de: el aporte mensual de los trabajadores, y las posibles ganancias de las inversiones.
A marzo de 2020, el FAP sumaba un total de 14 000 millones de dólares, distribuidos por AFAP como se muestra en la siguiente tabla. Como se puede ver, República AFAP concentraba la mayor parte del FAP (un 56%).
| AFAP          | Monto Millones de Dólares | Porcentaje del FAP |
| ------------- | ------------------------- | ------------------ |
| República     | 7810                      | 56%                |
| Sura          | 2524                      | 18%                |
| Unión Capital | 2333                      | 17%                |
| Integración   | 1357                      | 10%                |
| Total         | 14 024                    |                    |

En el siguiente gráfico se puede ver cómo ha evolucionado el Fondo administrado por las AFAP en los últimos años. 

#### Multifondos
Desde su creación en 1996, y hasta el 2014, el sistema contaba con un Fondo de Ahorro Previsional único. Desde esa fecha, se separó en dos:
- Fondo de Acumulación: para aportantes hasta 55 años
- Fondo de Retiro: para aportantes de 55 años o más.

## Aporte de los trabajadores al ahorro individual
Todos los trabajadores, afiliados o no a una AFAP, aportan el 15% de su salario nominal para financiar el Sistema Previsional Mixto de jubilaciones y pensiones. Luego este aporte se reparte entre el BPS (solidaridad Intergeneracional) y la cuenta de Ahorro Individual (AFAP). Si el trabajador no está afiliado a una AFAP, el aporte se destina de forma íntegra al BPS.
El porcentaje destinado al Ahorro Individual depende del ingreso nominal del trabajador, y de si este optó por hacer uso del "Artículo 8" de la Ley 16 713. Este artículo cumple dos funciones: 1) permite aportar al ahorro individual a quienes no están obligados a hacerlo; 2) a quienes sí están obligados a aportar al ahorro individual, les permite incrementar dicho aporte. El siguiente diagrama ilustra cómo se reparte el 15% de salario que aporta el trabajador, según su salario nominal y el uso del "Artículo 8".

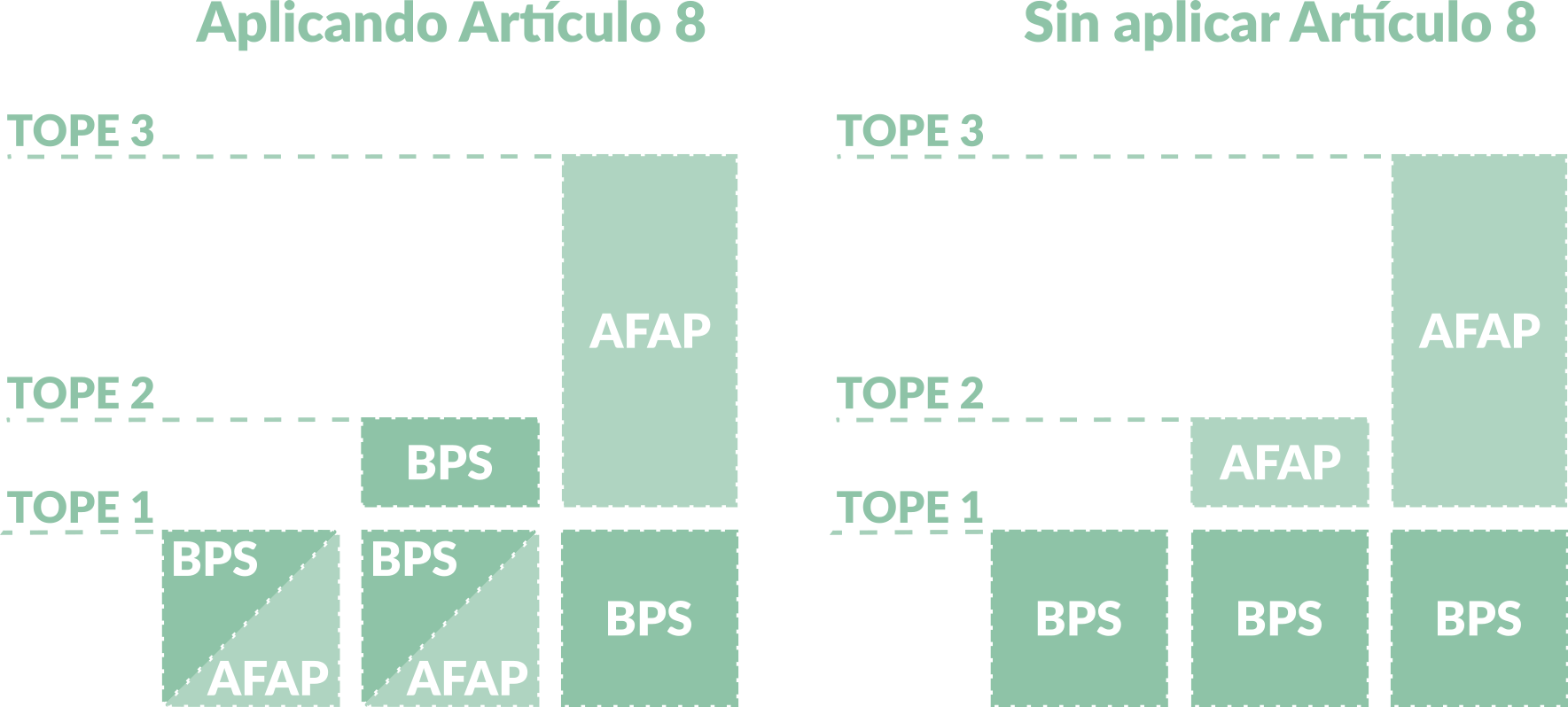
Distribución del aporte del trabajador entre BPS y AFAP.

Los valores de los "Topes" a los que hace referencia el gráfico, se actualizan cada año por decreto del poder Ejecutivo nacional. La siguiente tabla muestra los valores vigentes durante 2020.
| Tope 1  | Tope 2  | Tope 3   |
| ------- | ------- | -------- |
| $62 804 | $94 206 | $188 411 |

Si el ingreso nominal del trabajador supera el monto del Tope 3, este no está obligado a realizar aportes por la franja superior al Tope 3 (ni al BPS ni a la AFAP). Sí debe aportar por las primeras tres franjas.

### Ejemplos
La siguiente tabla ilustra dos ejemplos de cómo se reparte el aporte de un trabajador, según su salario nominal y el uso del artículo 8. En el primer caso el salario nominal es de $40 000, por lo que no es obligatorio el aporte al Ahorro Individual (el Tope 1 en 2020 es de $62 804). Puede aportar de forma voluntaria utilizando el "Artículo 8".
|                 |                         |            | Destino | Destino |
| Salario nominal | 15% del salario nominal | Artículo 8 | BPS     | AFAP    |
| --------------- | ----------------------- | ---------- | ------- | ------- |
| $40 000         | $6000                   | No         | $6 000  | 0       |
|                 | $6000                   | Sí         | $3 000  | $3 000  |
| $80 000         | $12 000                 | No         | $9 421  | $2 579  |
|                 | $12 000                 | Sí         | $7 290  | $4 710  |

## Comisiones
No todo el aporte del trabajador al Ahorro Individual llega a su cuenta personal. Previamente se le deben descontar tres comisiones: comisión de administración, prima de seguro, y comisión de custodia. La siguiente Tabla muestra el monto de cada una de estas comisiones, como porcentaje del aporte del trabajador al Ahorro Individual.
| AFAP          | Administración (AFAP) | Prima de Seguro (BSE) | Custodia (BCU) | Total  |
| ------------- | --------------------- | --------------------- | -------------- | ------ |
| República     | 4.4%                  | 16.67%                | 0.001481%      | 21.07% |
| Unión Capital | 6.6%                  | 15.67%                | 0.001430%      | 22.27% |
| Sura          | 6.6%                  | 16.67%                | 0.001549%      | 23.27% |
| Integración   | 6.6%                  | 16.67%                | 0.001414%      | 23.27% |

La comisión por administración se destina a las AFAP, como pago de sus servicios por administrar la cuenta de ahorro individual de cada trabajador. La prima de seguro se destina a una empresa aseguradora, que a setiembre de 2020 era exclusivamente el BSE. La comisión de custodia se destina al BCU, que es el organismo que custodia las inversiones que realizan las AFAP con el dinero de los trabajadores. 

## Ingresos y ganancias de las AFAP

### Ingresos
Los ingresos de las AFAP provienen principalmente de la comisión que reciben por administrar los fondos de los trabajadores. Esta comisión se descuenta del aporte mensual de cada trabajador, y varía según la AFAP (ver tabla anterior). La otra fuente de ingreso de las AFAP, proviene del manejo de la "Reserva Especial". Este es un Fondo conformado con capital propio de la AFAP; exigido por ley como garantía ante una posible baja rentabilidad de las inversiones que realiza con el dinero de los trabajadores. El siguiente gráfico muestra el ingreso anual de las AFAP por comisión de administración y manejo del Fondo de Reserva Especial.

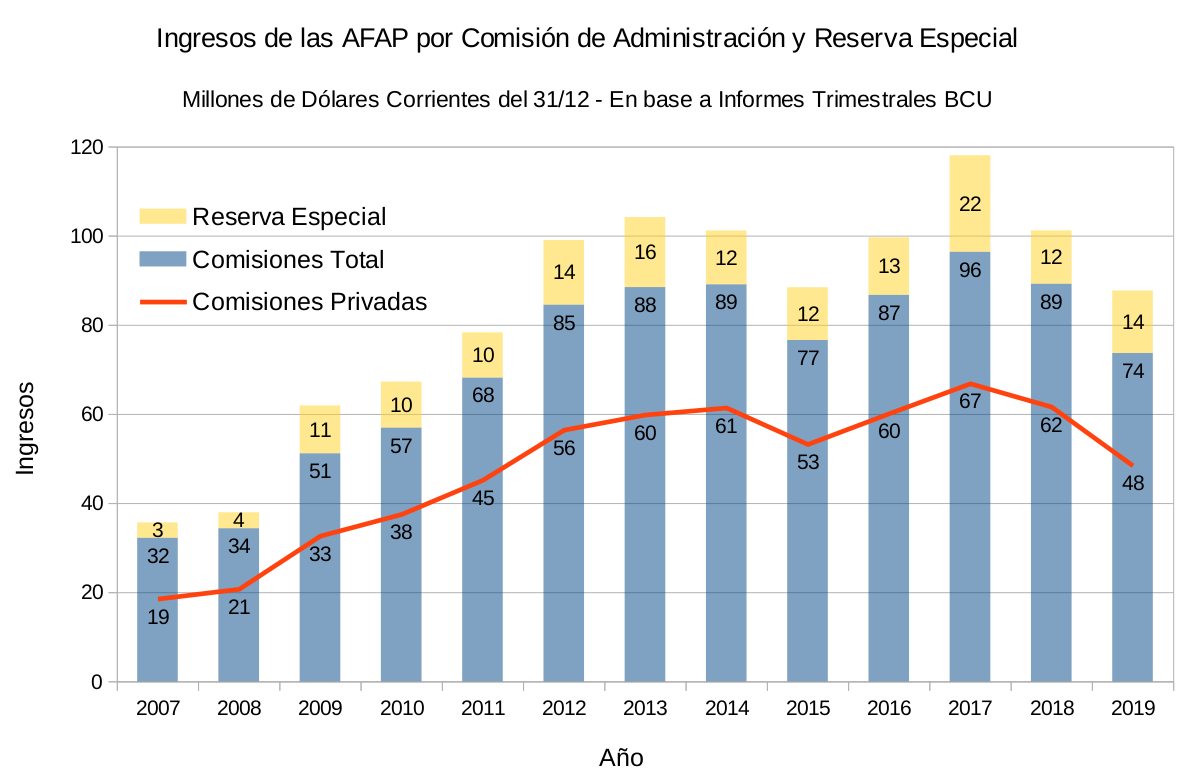
Ingresos de las AFAP por Comisiones y Reserva Especial

En el año 2019 los ingresos de las AFAP por comisiones de administración sumaron 74 millones de dólares; de los cuales 48 millones fueron a las AFAP de capital privado (un 65%). Si además se consideran los ingresos por el manejo de la Reserva Especial, la recaudación total sube a 88 millones de dólares en 2019. La cifra es similar si se miran los años anteriores, con un ingreso anual para las AFAP del orden de 90 millones de dólares desde 2012.
A partir de 2017 se aprecia una caída en los ingresos de las AFAP de capital privado. Esto puede deberse a que en dicho año se aprobó la ley 19 590, o “ley de cincuentones”, que entre otras cosas generó una reducción del porcentaje de comisión que cobran las AFAP privadas.

### Ganancias
Para conocer la ganancia anual de las AFAP, se deben descontar los gastos de funcionamiento de estas empresas; compuestos principalmente de pago de salarios e impuestos. Como se puede ver en el siguiente gráfico, sólo en 2019, las AFAP tuvieron una ganancia neta de 37 millones de dólares; de los cuales 24 millones fueron hacia las AFAP de capital privado (un 65%). Esta ganancia proviene casi en su totalidad de la comisión de administración que pagan los trabajadores mensualmente.

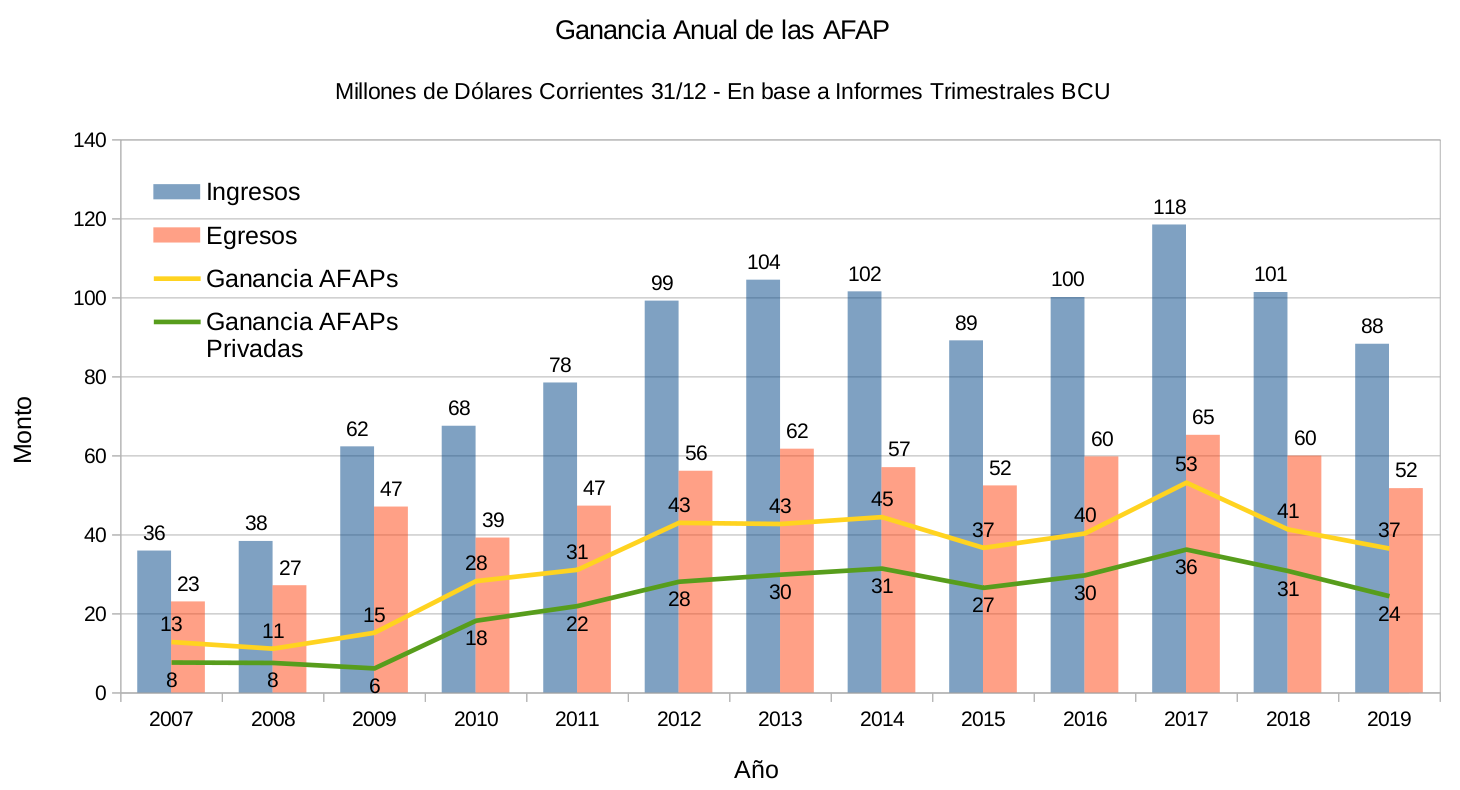
Evolución anual de las ganancias de las AFAP

## Inversiones del Fondo de Ahorro Previsional
Las AFAP se encargan de invertir el dinero de los trabajadores, Estas inversiones están reguladas por ley, y son controladas por el Banco Central del Uruguay (BCU). La normativa vigente al respecto es la Ley 18 673 del año 2010, que introdujo cambios a la ley inicial de 1995.
En marzo de 2020 las AFAP mantenían una inversión total de 12 400 millones de dólares, distribuidos como se muestra en el siguiente gráfico.[cita requerida] La mayor parte correspondía a compra de deuda emitida por el Estado uruguayo (57% de lo invertido). Esto representa unos 7 000 millones de dólares destinados a brindar “créditos” al Estado. Es decir que el Estado financia, mediante el pago de intereses de deuda, parte importante de las ganancias de la cuenta de Ahorro Individual de los trabajadores.

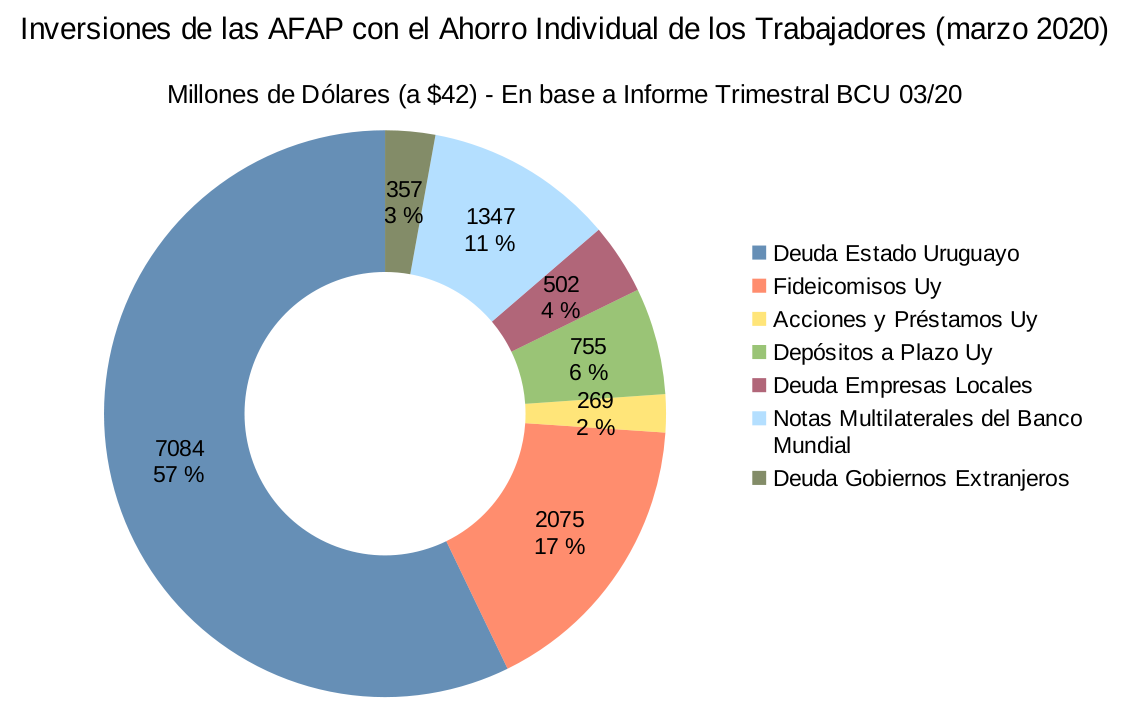
Inversiones de las AFAP con el Fondo de los trabajadores a marzo de 2020

Le sigue en importancia la inversión en Fideicomisos, a lo cual se destinaban unos 2 000 millones de dólares (17% del total invertido). Mediante este mecanismo se han realizado inversiones en: Hotel Conrad de Punta del Este, Aeropuerto Internacional de Carrasco, Terminal de Ómnibus de Tres Cruces, instalación de parques eólicos y construcción de la nueva cárcel de Punta de Rieles mediante Participación Público Privada (PPP). También se ha utilizado para financiar obras de las siguientes intendencias: Rivera, Salto, Montevideo, Canelones, San José, Florida y Río Negro.
Las inversiones a nivel local se completaban con unos 1 500 millones de dólares destinados a: depósitos a plazo fijo, acciones, y compra de deuda de empresas locales (notas y obligaciones).
Finalmente, 1 700 millones de dólares se encontraban invertidos en deuda emitida por gobiernos extranjeros y notas multilaterales del Banco Mundial. Esta es una de las novedades que trajo la Ley 18 673 de 2010, al habilitar la inversión de hasta un 15% del Fondo en bonos de "organismos internacionales de crédito o gobiernos extranjeros".
Por este servicio el BCU cobra una comisión a los trabajadores, aunque de un porcentaje muy inferior al de la comisión de la AFAP y de la Prima de Seguro (ver tabla).

## Prestaciones
El término prestaciones refiere a las jubilaciones y pensiones a las que tiene derecho un trabajador o sus familiares y herederos. 
En el régimen mixto las prestaciones se pagan en forma combinada: una parte por el Banco de Previsión Social (régimen de solidaridad intergeneracional) y otra parte por una empresa aseguradora (régimen de ahorro individual). A marzo de 2020 la única aseguradora encargada de este tipo de prestaciones era el Banco de Seguros del Estado.

### Condiciones de acceso
La siguiente tabla resume las prestaciones existentes y las condiciones en las cuales estas se otorgan.
| Prestación                       | Edad                                                             | Años de trabajo registrados                                      | Observaciones |
| -------------------------------- | ---------------------------------------------------------------- | ---------------------------------------------------------------- | --- |
| Jubilación común                 | 60 o más                                                         | 30 o más                                                         | A partir de los 65 años, los afiliados pueden percibir las prestaciones correspondientes al régimen de ahorro individual, aun cuando no registren 30 años de trabajo. Para las madres: por cada hijo se computa un año más de trabajo, con un máximo de 5 años. Por ejemplo: si tiene 2 hijos, necesita 28 años de trabajo en vez de 30. |
| Jubilación por edad avanzada     | 65 o más                                                         | 25 o más                                                         | También se puede acceder con 15 años de trabajo y 70 años de edad. A medida que aumenta la edad, se requieren menos años de trabajo. |
| Jubilación por incapacidad total | En caso de incapacidad absoluta y permanente para todo trabajo   | En caso de incapacidad absoluta y permanente para todo trabajo   | |
| Subsidio transitorio             | En caso de incapacidad parcial y transitoria                     | En caso de incapacidad parcial y transitoria                     | Se paga por un máximo de 3 años. |
| Pensión                          | Cuando fallece un afiliado antes de acceder a una jubilación     | Cuando fallece un afiliado antes de acceder a una jubilación     | Los beneficiarios pueden ser por ejemplo: hijos solteros menores de 21 años, un cónyuge o concubino, etc. |
| Haber sucesorio                  | Cuando fallece un afiliado y no existen beneficiarios de pensión | Cuando fallece un afiliado y no existen beneficiarios de pensión | En este caso el dinero ahorrado en su AFAP lo cobrarán sus herederos. |

### Monto de las prestaciones
En los casos de jubilación común y anticipada, el saldo del afiliado en su cuenta de AFAP se envía a la aseguradora, la cual determina una prestación mensual, teniendo en cuenta las siguientes variables: expectativa de vida y tasa de interés técnico (1,5%).
En el cálculo de la jubilación por incapacidad total y del subsidio transitorio: se toma el promedio del sueldo por el que está aportando a la AFAP en los últimos 10 años y sobre este se calcula un 45%.
Pensión: Es la misma base de cálculo que la jubilación por incapacidad, otorgándose un porcentaje del 66% en caso de cónyuge, que incrementa en un 9% en el caso de tener hijos, hasta un máximo de 75%.
El ahorro generado por el trabajador le pertenece. Por eso, el dinero de la cuenta nunca se pierde.[cita requerida] Siempre beneficia al trabajador, en vida a través de la jubilación y en caso de fallecimiento a su familia o a sus herederos.[cita requerida]

## Leyes vinculadas a las AFAP
En esta sección se listan las leyes vinculadas a las AFAP, junto con algunos de los cambios más destacados que estas introdujeron.
- 1995: Ley 16 713: crea el Sistema Previsional Mixto: Solidaridad Intergeneracional (BPS) y Ahorro Individual (AFAP).[1]
- 2001: Ley 17 445:[17]
  - a partir de los 65 años, los trabajadores tendrán derecho a percibir las prestaciones correspondientes al régimen de ahorro individual obligatorio, aun cuando no hubieren configurado la exigencia de contar con 30 años de trabajo.
  - "El saldo acumulado en las cuentas de ahorro individual integrará el haber sucesorio en el caso de que fallezcan sin generar pensión de sobrevivencia"
- 2008: Ley 18 395: Flexibiliza las condiciones de acceso a una prestación ("beneficio jubilatorio").[14]
- 2010: Ley 18 673: Modifica las condiciones de inversión del Fondo de Ahorro Previsional. En particular habilita a invertir hasta un 15% del Fondo en bonos de "organismos internacionales de crédito o gobiernos extranjeros".[18]
- 2013: Ley 19 162:[19]
  - afiliaciones obligatorias se asignarán priorizando las AFAP de menor "comisión de administración".
  - divide el Fondo de Ahorro Previsional en dos subfondos: de Acumulación (menores de 55 años) y de Retiro (55 años o más).
  - habilita desafiliación de AFAP a quienes: tuvieran 40 años o más al 1/4/1996, y hubieran optado por el sistema mixto sin estar obligados (un 70% de los 1 120 000 afiliados de la época).

- 2017: Ley 19 590 (de "cincuentones"):[20]
  - permite desafiliarse a quienes tuvieran 50 años o más al 1/4/2016, y hayan sido afiliados a una AFAP de forma obligatoria.
  - establece un tope a la diferencia máxima entre las comisiones de las distintas AFAP; con un período de transición de 2 años.
  - la comisión de administración pasa a expresarse como porcentaje del aporte mensual del trabajador al ahorro individual.

## Actualidad
En octubre de 2023 se están recolectando firmas para derogar las AFAP; si la iniciativa alcanza el mínimo necesario, se realizará un plebiscito de reforma constitucional en simultánea con las elecciones de octubre de 2024.